# René Fülöp-Miller

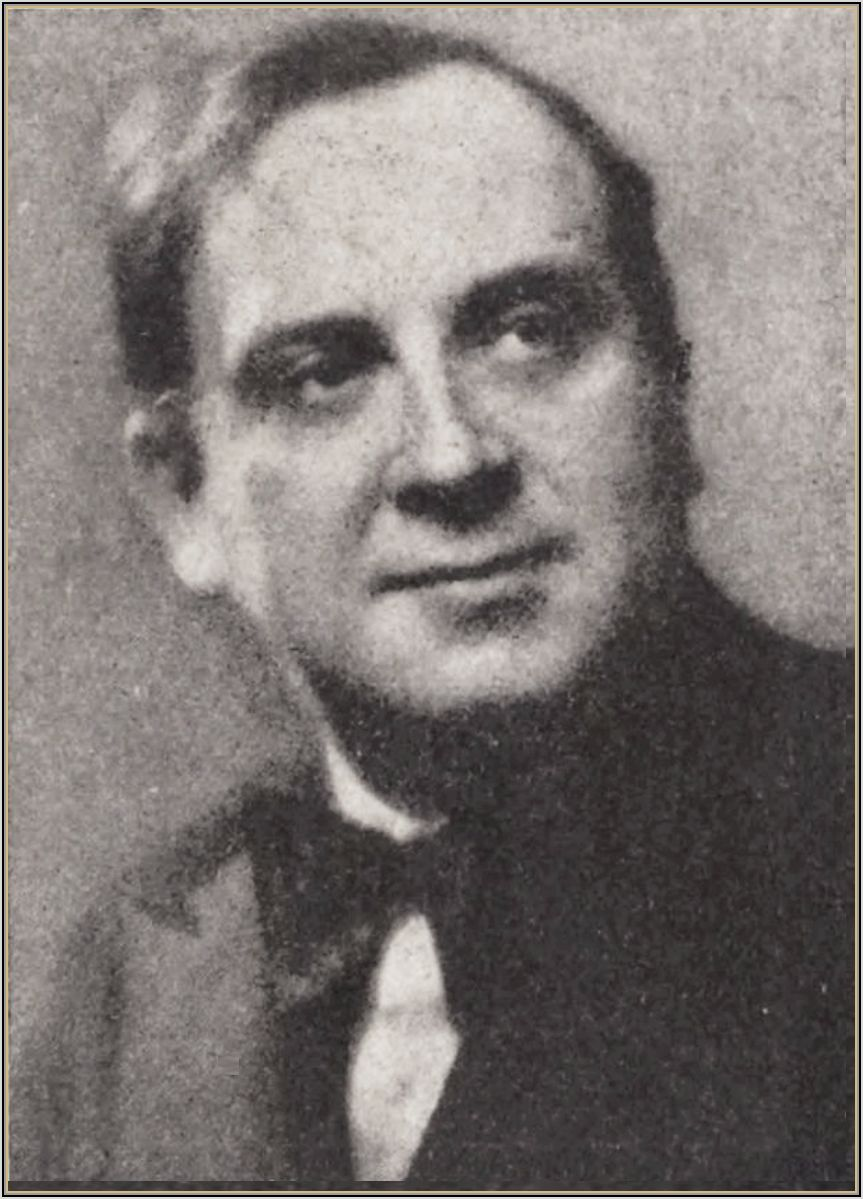
René Fülöp-Miller

René Fülöp-Miller (właśc. Philipp Müller; ur. 17 lutego 1891 w Caransebeș (wówczas Austro-Węgry, obecnie Rumunia), zm. 17 maja 1963 w Hanoverze (New Hampshire, Stany Zjednoczone)) – amerykański pisarz, socjolog i historyk kultury pochodzenia austriackiego.

## Życiorys
Studiował na uniwersytetach w Wiedniu, Berlinie, Paryżu i Lozannie, był korespondentem prasowym w czasie I wojny światowej. W roku 1939 wyemigrował do USA, był wykładowcą historii kultury europejskiej, socjologii oraz kultury Rosji w Dartmouth College w Hanoverze i w Hunter College w Nowym Jorku.
Książki Fülöpa-Millera wydane w Polsce:
- Lenin i Gandhi, Księgarnia Nowości, Lwów 1928
- Amerykański teatr i kino. Dwa obrazy z dziejów kultury (współaut. Joseph Gregor; tłum. Stanisław Wasylewski), ekskluzywna edycja Wydawnictwa Polskiego R. Wegnera, Poznań 1931[5]
- Święty demon. Rasputin i kobiety, Polski Instytut Wydawniczy, Katowice 1932 (wznowienia: Wydawnictwo Łódzkie 1985, 1990, 2010)